# FuboTV

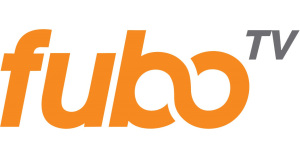

FuboTV ist ein kostenpflichtiger Streamingdienst, der seit 2015 betrieben wird und Sportübertragungen über das Internet anbietet. Der Dienst ist in den Vereinigten Staaten, Kanada und Spanien verfügbar.

## Hintergrund
Anfangs auf die Übertragung von Fußballspielen fokussiert, erweiterte der Dienst sukzessive sein Angebot. Zu den ersten Investoren gehörten 21st Century Fox, Luminari Capital, Northzone, Sky Limited und Scripps Networks Interactive, 2018 stieß AMC Networks hinzu. Im Dezember des Jahres kündigte das Unternehmen die Expansion nach Spanien an.
Im Frühjahr 2020 übernahm FaceBank FuboTV, in der Folge übernahm die von Milliardär John Textor geführte Muttergesellschaft den Namen FuboTV und der Streamingdienstunternehmen wurde in FuboTV Media umbenannt. Im selben Jahr wurde der Börsengang vollzogen, beim Debüt an der NYSE am 8. Oktober erreichte der Kurs 11 US-Dollar, womit das Unternehmen 684,3 Mio. US-Dollar wert war.
Im November 2021 kündigte FuboTV den Erwerb des französischen Streamingdienstes Molotov TV an, um weiter auf dem europäischen Markt Fuß zu fassen.